# 常磐地区
常磐地区（ときわちく）は、三重県四日市市の地区の一つ。1941年に四日市市に編入された三重郡常磐村の村域にあたり、四日市市役所常磐地区市民センターの管轄区域である。

## 概要
東海道沿いの赤堀氏の本拠地だった「赤堀地区」付近は古い町並みが残る。

## 地理
北側に三滝川が流れ、南側に鹿化川に囲まれている。
常磐地区の南東部の四日市あすなろう鉄道内部線沿いに赤堀駅が立地している。
地区の東部は中心部に隣接するため、近鉄湯の山線沿いの中川原駅周辺にかけて市街化された地域となった。
地区の西部は伊勢松本駅付近の「松本地区」と新興団地の「青葉台」などが住宅街となった。

### 面積
- 面積は4.89 km2

## 歴史

### 沿革
- 江戸時代は「赤堀村」は忍藩領。「中川原村」・「久保田村」・「伊倉村」・「大井手村」は久居藩領。「芝田村」は加納藩領。「松本村」は津藩領であった。
- 1889年（明治22年）に（赤堀村・中川原村・芝田村・伊倉村・久保田村・大井手村・松本村の）7ヶ村が合併して三重郡常磐村になった。
- 1935年（昭和10年）に株式会社三重製絨が合併をして東洋紡績三重工場（現在の東洋紡テクノウール）となった紡績工場が設立された。
- 1941年（昭和16年）に四日市市に編入される。

昭和戦後期になって、四日市の中心市街地の周辺地域として、宅地化・工業化が進んだ。平成時代の2010年代に外国人住民が増加した。

### 東洋紡績三重工場
- 三重製絨所は兵庫県にあった株式会社伊丹製絨が100％出資した企業。昭和初期に毛織物製造の好調経営企業の三重製絨所が工場新設を検討していた。昭和10年に常磐村が誘致した工場が東洋紡績三重工場である。1941年（昭和16年）の太平洋戦争の軍需産業体制で東洋紡績吸収合併して東洋紡績三重工場になる。昭和42年にスイス製高性能機械を設置した。平成28年に太陽光発電設備を東洋紡績三重工場の東洋紡ウール敷地の遊休地に設置した。[1]